# Giorgio Cedolini
Giorgio Cedolini (Venezia, 30 marzo 1940) è un ex cestista italiano.

## Carriera
Ha giocato in Serie A1  con la Reyer Venezia, squadra dalla quale gioca sin dalle giovanili (esordisce vincente in A a Cantù, ancora diciassettenne il 14 aprile 1957, segnando 5 punti: Oransoda Cantù - Reyer 66-73).
Giorgio Cedolini è stato uno dei giocatori chiave della Reyer in cui militavano anche Gigi Marsico e Giulio Geroli. In massima serie a Venezia ha collezionato 151 presenze, con 1.884 punti totali a referto.
Siede in panchina nella Reyer 1957-58 promossa in A, e l'anno successivo, giocando nella "Reyer "B" - serie C - ottiene la promozione in B. Nel 1959-60 Giorgio gioca in A, mentre la stagione successiva la prima squadra si deve sciogliere e si re-iscrive alla serie B dove subito ottiene la promozione in serie A (2*serie) (1960-61). Nella stagione 1962-63 Giorgio sfiora la promozione, perdendo la finale di un punto. La stagione successiva 1963-64 Giorgio e la Reyer centreranno la promozione nella massima serie e dove giocherà fino al 1969-70. Fino al 1969 giocherà con la fascia di capitano, che gli verrà revocata a fine anno a favore di Nane Vianello (Destò particolare clamore e scalpore - anche a livello nazionale, la famosa Lettera del Presidente Ligabue a tal riguardo, che assegnava la fascia a Nane Vianello ... infatti non era l'anzianità nella squadra e la capacità di guidarla a motivare la fascia di capitano, ma invece gli onori sportivi acquisiti giocando in altre squadre: Scudetti, Coppe dei Campioni, altro ..... !!! ).
Dopo il campionato 1969-70 Giorgio, a causa necessità di lavoro (6 allenamenti a settimana) deve trasferirsi nelle file del Dopolavoro Montedison di Mestre.
Nel campionato 1970-71 Giorgio, a Mestre, è primo classificato ai tiri liberi (78-100), medaglia d'oro della FIP, mentre la squadra è terza in classifica, in lotta fino alle ultime giornate con la Gorena Padova, poi promossa in A. Nella stagione successiva, Giorgio assiste all'esordio di Renato Villalta.
Nel 1972-73 è punto di forza nel Gorena Petrarca Padova (all. Bonali) segnando 200 punti, mentre la squadra retrocederà a fine stagione anche a causa dell'infortunio subito da Giorgio e che lo terrà lontano dal campo più di un mese, nel periodo cruciale (la squadra era 4^ con 8-9, finì 9-17 con l'ultima vittoria al suo rientro).
Giorgio ritorna quindi a Mestre l'anno successivo e con detta squadra ottiene la promozione in Serie A1 (prima promozione in tale serie del Basket Mestre, nella sua storia, dopo 15 anni dalla fondazione - 1958) nel 1973-1974 (in squadra Renato Villalta ed altri); gioca a Mestre anche la stagione successiva, ritirandosi poi dal basket professionistico nel 1975.
Giorgio, diventato capitano, è uno degli artefici (a 35 anni, 19 punti: 5-8 da due e 9-9 ai liberi, segna i 2 liberi decisivi) della prima vittoria (87-85) nel primo derby della serie A tra il Basket Mestre e la Reyer Venezia, giocato il 26 gennaio 1975 in quel di Castelfranco Veneto dove allora la Duco Mestre "giocava in casa" (in attesa della costruzione del "Palasport Cavergnaghi" - "paeasseto" - poi Taliercio - del 1978). Giorgio e tutta la squadra furono poi portati in trionfo, sia nel dopopartita che quando tornati a Mestre. Il Gazzettino titolò a tutta pagina: "Cedolini ha battuto la Canon in un derby drammaticissimo" ("sono le "piccole" soddisfazioni di chi è stato giubilato in malo modo, dopo ben 16 anni!!!" - cit.).
Nel 1975-76 è a Pordenone (all. Dado Lombardi) e sfiora la promozione in A2 (record personale ai liberi, 28-32 con l'87,5%).
Nel 1976-77 è all'Assitrasporti Basket Mestre (Junior S.Marco), ed anche la stagione successiva nello Junior S. Marco Mestre con il quale Giorgio centra la promozione in serie C, ritirandosi poi dal basket giocato.
Gioca in totale 9 campionati di A (A1) e 3 di A2 con 3.386 punti totali segnati (2342 A1 + 1044 A2), e 3 campionati di serie B - seconda serie (dal 1966 al 1974) - con 971 punti segnati (totali 1ª e 2ª serie 4357), ed 87 in Coppa Italia (4 partite disputate, 2 stagioni), oltre che altri campionati minori (609 in B terza serie, ecc.). Record personale punti segnati in serie A: 40 (1963-64).

## Curiosità
È l'unico giocatore ad essere stato capitano sia nella Reyer Venezia che nella Duco Mestre, e fu determinante nella vittoria nel primo derby casalingo Duco della serie A, giocato con la fascia di capitano.

## Palmarès
- Medaglia d'oro FIP 1970-71 - 1º class. Tiri Liberi (78-100)
- Promozione in Serie A1: 2 (+ 1)
- Reyer Venezia: 1963-64, Basket Mestre: 1973-74,
- Reyer Venezia: 1957-58 (in panchina)
- Promozione in Serie A2: 1
- Reyer Venezia: 1960-61,
- Promozione in Serie B: 1
- Reyer Venezia "B": 1958-59,